# Tuyến nội tiết sinh dục

## Tuyến nội tiết sinh dục nữ
- Buồng trứng: tiết ra hormon Oestrogen có tác dụng tạo đặc tính sinh dục thứ cấp ở nữ, kích thích niêm mạc tử cung phát triển, tăng phát triển tuyến vú, tăng tiết dịch nhờn và gây hiện tượng động dục.
- Thể vàng: tiết ra hormon Progesteron có tác dụng kích thích sự phát triển của niêm mạc tử cung tạo điều kiện cho thai làm tổ, ức chế tuyến yên phân tiết FSH và LH, làm giảm co bóp của cơ trơn tử cung, tạo điều kiện an toàn cho thai phát triển.
- Nhau thai: tiết ra các hormon Prolan A(tác dụng như FSH), Prolan B (tác dụng như LH), oestrogen, progesteron.

## Tuyến nội tiết sinh dục nam
- Ở nam dịch hoàn tiết ra các chất nội tiết có tên chung là androgen, có tác dụng hình thành và duy trì đặc tính sinh dục thứ cấp, thúc đẩy sự phát triển của tuyến sinh dục, kích thích vỏ não gây ham muốn sinh dục ở nam.